# Winston Sharples
Winston Singleton Sharples (* 1. März 1909 in Fall River, Massachusetts; † 3. April 1978 in Hilton Head Island, South Carolina) war ein US-amerikanischer Komponist.

## Leben
Er studierte an der Harvard University, am Carnegie Institute of Technology sowie an der Yale University Graduate School of Drama.
Im Laufe seiner Karriere vertonte er über 700 Cartoons für Paramount Pictures und Famous Studios und schrieb die Filmmusik für Wild Cargo (1934) sowie Fang and Claw (1935).
1931 heiratete er Daisy Shockley, mit der er einen Sohn, Winston Sharples Jr., hatte.

## Filmografie
- 1934: Wild Cargo (Dokumentarfilm)
- 1935: Fang and Claw (Dokumentarfilm)
- 1939: Gullivers Reisen (1939) (Gulliver’s Travels)